# Полосатый пастушок

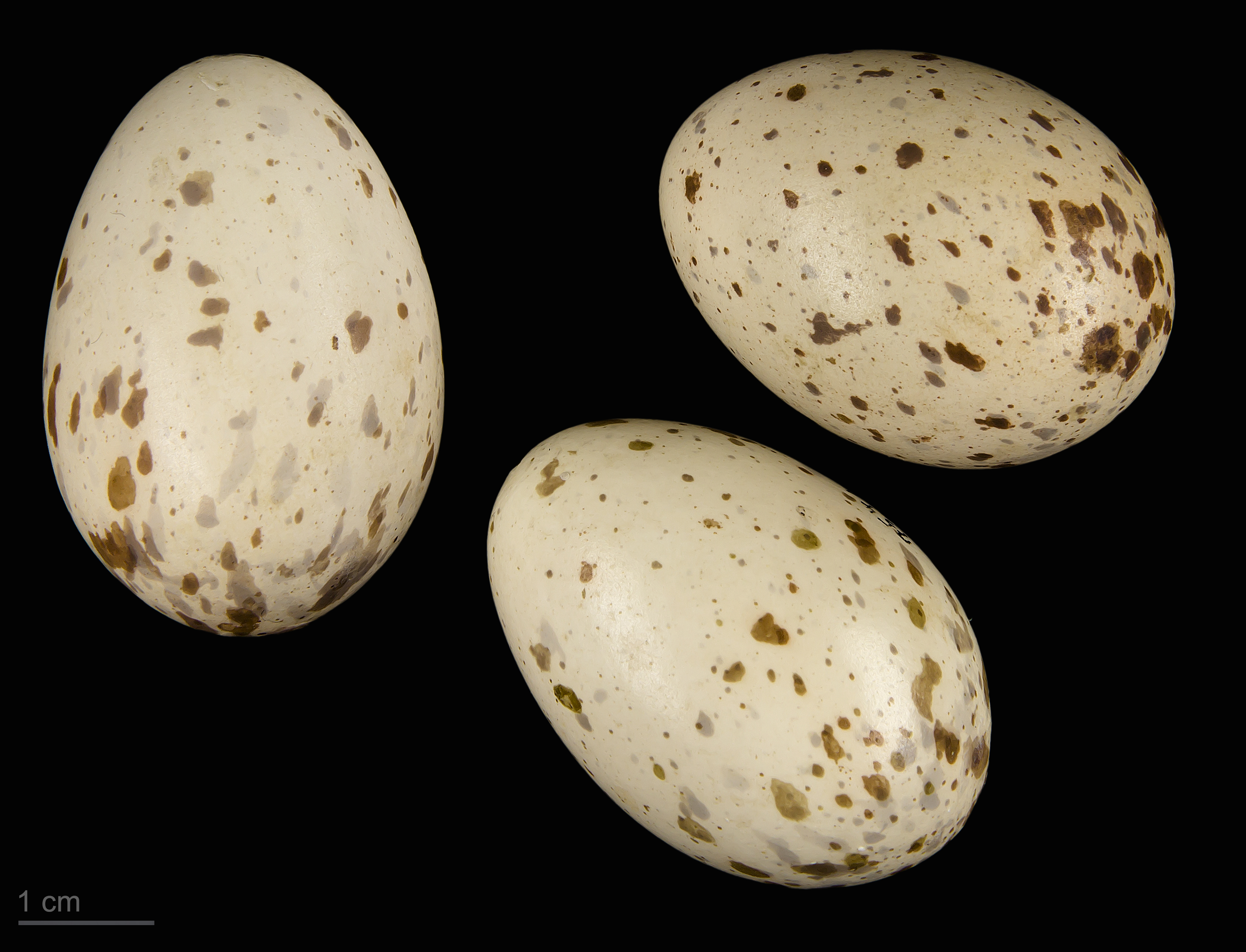
Яйца полосатого пастушка — Тулузский музей

Полосатый пастушок (лат. Hypotaenidia philippensis) — вид птиц из семейства пастушковых (Rallidae).

## Внешний вид
Размером с небольшую курицу. Окраска очень яркая и красивая: верх тела коричневый с мелкими пестринами, низ белый с частыми чёрными полосками, голова, шея и широкая полоса на груди — каштановые. Бровь белая.

## Ареал
Широко распространён в Австралии и странах юга Тихоокеанского региона, включая Филиппины, Индонезию, Новую Гвинею и Новую Зеландию, а также многие острова Океании.

## Образ жизни
Преимущественно наземная птица, предпочитающая заболоченные участки с густой растительностью. Всеяден, питается как семенами, листьями и упавшими плодами, так и насекомыми, червями, моллюсками и мелкими позвоночными. Охотно ест падаль. В отличие от большинства видов рода, хорошо летает, что и объясняет то, что весь юг Океании заселён этим видом. Подобно пастушку-уэке, очень доверчив, но на тех островах, где он подвергался преследованию, полосатый пастушок очень пуглив.

## Классификация
Международный союз орнитологов выделяет 20 подвидов, из которых 1 вымер:
- Hypotaenidia philippensis admiralitatis Stresemann, 1929
- Hypotaenidia philippensis anachoretae (Mayr, 1949)
- Hypotaenidia philippensis andrewsi (Mathews, 1911)
- Hypotaenidia philippensis assimilis (G. R. Gray, 1843)
- Hypotaenidia philippensis christophori (Mayr, 1938)
- Hypotaenidia philippensis ecaudata (J. F. Miller, 1783)
- Hypotaenidia philippensis goodsoni (Mathews, 1911)
- Hypotaenidia philippensis lacustris (Mayr, 1938)
- Hypotaenidia philippensis lesouefi (Mathews, 1911)
- † Hypotaenidia philippensis macquariensis (H. W. Hutton, 1879)
- Hypotaenidia philippensis mellori (Mathews, 1912)
- Hypotaenidia philippensis meyeri E. Hartert, 1930
- Hypotaenidia philippensis pelewensis Mayr, 1933
- Hypotaenidia philippensis philippensis (Linnaeus, 1766)
- Hypotaenidia philippensis praedo (Mayr, 1949)
- Hypotaenidia philippensis sethsmithi (Mathews, 1911)
- Hypotaenidia philippensis swindellsi (Mathews, 1911)
- Hypotaenidia philippensis tounelieri (Schodde & Naurois, 1982)
- Hypotaenidia philippensis wilkinsoni (Mathews, 1911)
- Hypotaenidia philippensis xerophila Van Bemmel & Hoogerwerf, 1940